# Associació Cultural de Granollers
L’Associació Cultural de Granollers és una entitat fundada el 1947 a la capital del Vallès Oriental que treballa per oferir activitats i esdeveniments de caràcter cultural i educatiu tant a Granollers com a la comarca.

## Història
Després de la Guerra Civil, la ciutat de Granollers havia vist reduïda l'activitat de moltes de les seves entitats culturals. Davant d'aquesta situació, a principis de 1947, un grup de joves estudiants universitaris, ex-alumnes del Col·legi Oficial de Segon Ensenyament de la ciutat, van iniciar el procés de creació d'una societat cultural de la qual se n'aprovarien els estatuts el 6 d'octubre de 1947.
L'entitat va ser batejada com a Asociación Cultural de Antiguos Alumnos de Segunda Enseñanza i només un any més tard de la seva creació ja comptava amb 238 socis.
Des del principi, l'entitat va organitzar activitats culturals diverses com Jocs Florals, concerts, produccions teatrals o exposicions. La creixent activitat portaria a la creació de diverses seccions. Així, el 1950 es va iniciar el Cine Club, que realitzava les seves projeccions als diversos cinemes de la ciutat, mitjançant un conveni amb els propietaris d'aquests.
El 1952 es constituiria el Centre d'Estudis de Granollers, sota la direcció d'Antoni Jonch. Una secció que es subdividia al seu temps en subseccions de geografia i historia, literatura, ciències naturals, arts plàstiques, música i ciències socials i econòmiques; amb la intenció de promoure l'estudi i la publicació de continguts en tots aquests temes amb una òptica comarcal
El 1953 l'entitat canviaria de nom per passar a anomenar-se de la manera que encara es diu avui: Associació Cultural de Granollers, deixant clar així la seva vocació de servei per a tota la ciutat.
La manca d'equipaments culturals per acollir la creixent activitat impulsada des de l'associació va propiciar que, junt amb altres entitats, s'impulsés la creació de la Fundació Pere Maspons i Camarasa, amb seu a l'antic Convent de Sant Francesc, que seria reformat per a convertir-lo en una sala adequada per a la celebració d'actes culturals de tot tipus.
A la dècada de 1960, la creixent demanda cultural i les inquietuds d'una societat cada vegada més activista en tots els àmbits, van seguir impulsant el creixement de l'entitat. Cal destacar la creació, el 1966, del TAC (Teatre de l'Associació Cultural) que programaria durant la dècada dels 70 muntatges teatrals de companyies de primer nivell com Els Joglars o Comediants, en ocasions abans que a Barcelona, esdevenint així Granollers un espai de referència com Tàrrega o Sitges.
A partir de 1982 s'inicia també una tasca que és actualment de les que tenen més pes dins de l'entitat: l'organització d'activitats culturals adreçades al públic escolar. Aquesta feina començaria acostant els infants a la música i el cinema i aviat s'hi afegirien el teatre i les exposicions del Museu de Granollers. Cal destacar també que, en l'aspecte de la música, va jugar-hi un paper important la col·laboració amb una altra entitat de la ciutat: Joventuts Musicals de Granollers.
El creixement del volum d'activitats, sobretot en aquest darrer àmbit, va portar a la creació, l'any 2004, de la Fundació Privada Cultural de Granollers, que gestiona aquestes activitats educatives.